# Rocha do Fungo
Rocha do Fungo ou Rocha do General (em maltês Il-Ġebla tal-Ġeneral, em inglês Fungus Rock), é uma pequena ilhota de calcário de 60 metros de altura na entrada da lagoa negra circular em Dwejra, na ilha de Gozo nas Ilhas Maltesas, pertencentes a Malta. Encontra-se sob jurisdição da cidade de San Lawrenz.
Um general da Ordem Soberana e Militar de Malta aparentemente descobriu um estranho tubérculo, Fucus coccineus melitensis, conhecido como "fungo de Malta" e erroneamente chamado de fungo, que crescia na zona plana alta da rocha. Acreditava-se que essa planta de cheiro repulsivo possuía propriedades medicinais e os cavaleiros da Ordem utilizaram-na como hemostático para feridas e como cura para a diarreia. Era tão apreciada que chegou a ser oferecida como um precioso presente para nobres ilustres e visitantes das ilhas de Malta. O Grão-mestre Manuel Pinto da Fonseca decretou a o rochedo fora dos limites em 1746 (invasores eram punidos com três anos nas galés da Ordem), colocou uma guarda permanentemente lá e até mesmo construiu uma precária cesta suspensa por cabos da rocha para o continente, 50 metros distante dali.
Mais tarde descobriu-se que esses esforços foram em vão, já que a Fucus coccineus melitensis não possui nenhuma propriedade medicinal.
A Rocha do Fungo é actualmente uma reserva natural, mas a costa que lhe é próxima é acessível aos banhistas e o mar é ideal para a prática de mergulho.